# Smash (groupe)
Pour les articles homonymes, voir Smash (homonymie).
Smash est un groupe espagnol de rock psychédélique, originaire de Séville, en Andalousie, actif entre 1967 et 1973. Après avoir publié les albums studio Glorieta de los lotos et We Come to Smash this Time, le chanteur Manuel Molina rejoint le groupe, avec qui ils publient les singles El garrotín / Tangos de Ketama et Ni recuerdo ni olvido, qui feront d'eux des pionniers du rock andalou.

## Histoire
Le groupe commence son activité en 1968, après la séparation du groupe Gong avec son manager, Gonzalo García-Pelayo, qui décide d'offrir à Gualberto les instruments de Gong à condition qu'il forme un nouveau groupe. Après avoir sondé plusieurs musiciens connus, il réunit Julio Matito, qui s'occupera de la basse et du chant, et Antonio Rodríguez, qui jouera de la batterie. Gonzalo s'occupe du nom et c'est lui qui les baptise Smash. L'année suivante, ils commencent à répéter et, au cours de l'été 1969, ils se produisent et remportent le Festival de Grupos del Estrecho organisé à Algeciras par Jesús Quintero. Un autre groupe, Los Solos, y participe également, avec un guitariste danois à l'allure hippie qui, attiré par le flamenco, vient en Andalousie ; il s'appelle Henrik Liebgott (ou Henrik Michael) et devient peu après membre de Smash. La formation initiale est ainsi complétée.
Fin 1969, ils enregistrent deux singles pour le label Diábolo, Scoutting / Sonetto (Diábolo, 1969) et Scoutting / Ensayo N.º 1 (Diabolo, 1970), qui sont peu distribués. Avec eux, ils se font connaître sur la scène underground espagnole. Ils signent chez Philips et sortent quelques singles qui sont plus largement distribués, à tel point que le Club de Lectores récupère les deux singles pour en faire son seul EP. À l'automne de la même année, ils sortent leur premier album, Glorieta de los Lotos (Philips, 1970),. Il est bien accueilli par les critiques les plus avant-gardistes du pays, en particulier par le magazine Musical Express. Fin 1970, Oriol Regás leur offre un appartement sur la Costa Brava, un nouvel équipement instrumental et une avance pour qu'ils fassent ce qu'ils veulent. Mais Philips, qui n'a jamais cru en eux et qui fait pression pour qu'ils enregistrent les chansons standard de l'époque, exige la résiliation du contrat et ils enregistrent leur deuxième album, Esta Vez Venimos a Golpear (1971), produit comme le précédent par le présentateur sévillan Alfonso Eduardo, pour le label Phonogram.
Fin 1971, Ricardo Pachón, le manager du groupe, convainc Manuel Molina, guitariste flamenco comme son père, de rejoindre le groupe. Il refuse, mais lorsqu'on lui propose de le dispenser du service militaire, il accepte. Oriol Regás propose Alain Milhaud comme producteur et avec lui ils enregistrent une multitude de chansons plus proches du flamenco, mais seules les chansons que le label considère comme plus commerciales verront le jour. Le premier échantillon est le single El Garrotín / Tangos de Ketama (Bocaccio, 1971), qui note une nette inflexion vers le mélange de rock et de flamenco. Le single El Garrotín, basé sur le palo flamenco homonyme, avec des paroles en espagnol et en anglais, est un grand succès commercial.
Sans Gualberto dans le groupe, Alain Milhaud prépare ce qui sera son troisième album, mais après la sortie de Ni recuerdo, ni olvido (Bocaccio, 1972), Julio Matito quitte le groupe et le reste du groupe décide de ne pas continuer et de mettre fin à l'aventure. Après la séparation, chacun suit sa propre voie, Gualberto quitte l'Espagne et commence sa carrière solo en explorant la fusion du rock progressif et de la musique indienne avec le flamenco et en travaillant également comme arrangeur. Julio Matito se lance également dans une carrière solo, tandis qu'Antonio (Antoñito Smash) collabore avec d'autres artistes tels que Goma, Pata Negra, Silvio y Luzbel et Kiko Veneno. Henrik retourne dans son pays pour continuer à jouer dans des groupes de flamenco et Manuel Molina forme le duo Lole y Manuel avec sa femme Dolores Montoya.
Des années plus tard, lorsque le catalogue de Bocaccio passe à Zafiro, Vicente Romero rechercha toutes les sessions des derniers jours du groupe afin d'en faire un disque, mais il ne trouve que cinq morceaux. Ils apparaissent comme face A sur un LP intitulé Vanguardia y Pureza del Flamenco (Chapa, 1978), dont la face B comprend une sélection de chants d'Agujetas avec le guitariste Manolo Sanlúcar.
Smash est l'un des premiers groupes à fusionner le flamenco et le rock, et les pères du rock andalou, exerçant une grande influence dans les années qui ont suivi leur disparition. Dans les années 2010, le groupe se reforme à l'occasion pour célébrer sa postérite. 

## Membres
- Gualberto García — guitare (1968-1971)
- Julio Matito — voix, basse (1968-1973)
- Antonio Rodríguez — batterie (1968-1973)
- Henrik Liebgott — guitare, violon (1969-1973)
- Manuel Molina Jiménez — voix (1971-1973)

## Discographie

### Albums studio
- 1970 : Glorieta de los lotos (PolyGram Ibérica)
- 1971 : We Come to Smash this Time (PolyGram Ibérica)

### Compilations
- 1978 : Vanguardia y pureza del flamenco (face A)
- 1978 : Todas sus grabaciones (1969-1978)

### Singles
- 1970 : Scouting / Sonetto (Diábolo)
- 1970 : Scouting / Ensayo nº1 (Diábolo)
- 1970 : I Left You / One Hopeless Whisper (Philips)
- 1970 : Decission / Look at the Rainbow (Philips)
- 1970 :  Decision / I Left You  (Pérgola)
- 1970 : Well, You Know / Love Millonaire (Philips)
- 1971 : We Come to Smash this Time/ My Funny Girl (Philips)
- 1971 : El garrotín / Tangos de Ketama (Bocaccio)
- 1971 : Ni recuerdo ni olvido (parte 1/ parte 2)  (Bocaccio)
- 1978: Ni Recuerdo ni Olvido (parte 1/ parte 2)  (Chapa)